# Ceremonials
Ceremonials è il secondo album in studio del gruppo musicale britannico Florence and the Machine, pubblicato il 28 ottobre 2011 dalla Island Records.
La band lavorò sull'album dal 2010 al 2011. Tutte le canzoni presenti nel disco sono state prodotte da Paul Epworth, che aveva già lavorato all'album di debutto della band, Lungs, pubblicato nel 2009.
L'album ha ricevuto recensioni generalmente positive da critici musicali, che l'hanno paragonato ad artisti come Kate Bush, pur lodando la strumentazione e la produzione delle canzoni. Inoltre, è apparso in diverse liste di fine anno dei critici. Ceremonials ha debuttato alla prima posizione dell'Official Albums Chart del Regno Unito, diventando il secondo album consecutivo al numero uno della band. Il New York Times ha descritto il lavoro come un album «dalle melodie celtiche, blues e rock con richiami al gotico e al gospel».
La stessa Florence, in un'intervista per il The Guardian classifica Ceremonials come un album «chamber soul dalle atmosfere un po' gotiche». Per svariati brani, la band si è ispirata al suicidio di Virginia Woolf, come nel caso di What the Water Gave Me e Never Let Me Go. Il sound appare molto più «maturo» del precedente, con richiami al gothic rock già sperimentato in precedenza per singoli promozionali come Heavy in Your Arms. Nella versione deluxe, vi è la presenza di richiami all'indietronica: in Remain Nameless o Strangeness and Charm rappresentano l'esempio più chiaro.

## Antefatti
La nota rivista NME ha confermato che dopo l'uscita del brano Heavy in Your Arms inciso per la colonna sonora del film The Twilight Saga: Eclipse, la cantante e frontwoman del gruppo Florence Welch è entrata in studio per realizzare una sessione di registrazione della durata di due settimane con il produttore Paul Epworth, con il quale aveva lavorato al predecessore Lungs. Ha dichiarato che i due processi venuti fuori hanno tratto ispirazione dalla scienza, dal momento che «molti della sua famiglia sono medici o aspiranti medici, tanto che le sue conversazioni si concentrano su argomenti di tipo medico.» In un'intervista con il sito Gibson avvenuta il 17 febbraio 2011, il chitarrista Rob Ackroyd ha dichiarato: «il lavoro sul secondo album è iniziato con Paul Epworth e si parla di prenotazione presso Abbey Road per un il bimestre aprile/maggio al fine di registrare», mentre nel giugno del 2011, Epworth ha affermato a BBC Radio 6 Music che l'album sarebbe probabilmente terminato «entro la fine del mese di luglio» e ha descritto il suono come «molto meno indie e molto più soul». Egli ha inoltre indicato la presenza di 16 canzoni l'inclusione del disco, ma che tale numero sarebbe stato ridotto al momento della pubblicazione. Pitchfork ha confermato il 23 agosto 2011 che l'album è stato prodotto esclusivamente da Epworth e il 12 settembre 2011, il conduttore radiofonico canadese Alan Cross ha rivelato il titolo dell'album, appunto Ceremonials e lo ha anche commentato dicendo: «Ho sentito un po' più della metà del lavoro ed è grande, pieno di sentimento e potente. Pensate ad Adele o Tori Amos, ma con i geni di Kate Bush, in particolare durante la sezione ritmica.»
Per quanto riguarda il titolo, Welch ha affermato a MTV News che «è stata un'installazione d'arte fatta negli anni Settanta, questa specie di grande processione in stile coquette hippie e tutti questi diversi abiti colorati e le maschere, ed ha tutto a che fare con il colore, le paste colorate e i palloncini. L'ho visto un paio di anni fa, ed è stato chiamato Ceremonials e poi accompagnato dai numeri romani. E tale parola mi ha bloccato e credo che l'intera idea di fare performance, mettere un dato vestito e uscire per trovare una sorta di esorcismo o assoluzione, di uscire da sé stessi, c'è un senso di cerimonia in questo.» Welch ha anche ammesso la sua iniziale volontà di chiamare l'album Violence, affermando: «volevo fare un qualcosa somigliante alla colonna sonora del film di Baz Luhrmann Romeo + Giulietta: la violenza mescolata con il dramma shakespeariano e unito alla musica pop e a un'estrema roba neon.» In un'intervista condotta per The Guardian, l'album è stato descritto come «molto più grande» e inserito all'interno del genere musicale chamber soul, cioè un insieme di pop e soul. Inoltre, le note poste sulla copertina di Ceremonials contengono un saggio prodotto dalla scrittrice inglese Emma Forrest, datata 21 settembre 2011.

## Promozione

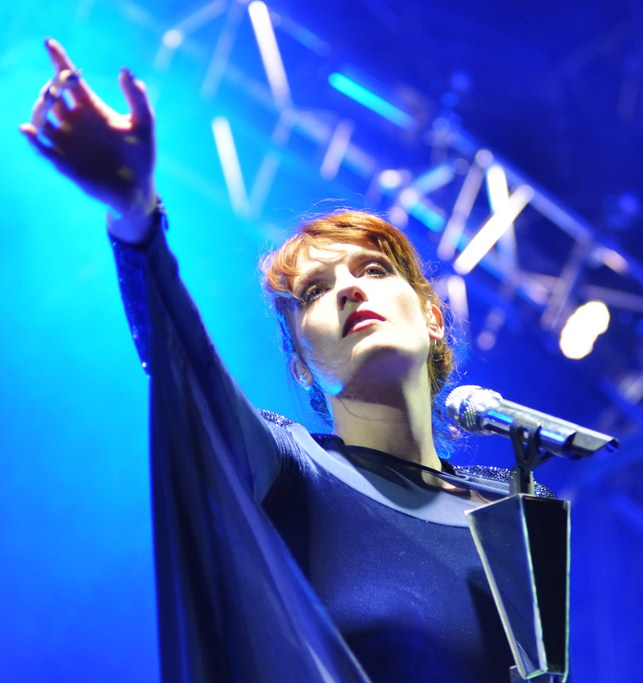
Florence and the Machine durante il Coachella Music Festival del 2012

Per promuovere il disco, i Florence and the Machine hanno intrapreso la loro seconda tournée mondiale, intitolata appunto Ceremonials Tour, a partire dal 13 ottobre 2011. Comprendente una scaletta di canzoni facenti parte di entrambi i due album pubblicati dal gruppo, essa si è concretizzata anche in numerosi festival musicali, dal momento che questo è il modo preferito dalla Welch di esibirsi dal vivo.
Durante un'intervista con MTV News, Welch ha discusso la natura del tour, riferendo: «In un certo senso, non sarà una produzione troppo grande; abbiamo fatto un sacco di roba abbastanza stravagante ed è stato incredibile, ma per questo tour è sicuramente meglio mettere in mostra solo la musica [...] le canzoni stanno per essere la cosa più importante. Esso sarà fortemente basato sulla musica [...] senza tante campane o fischietti appena ancora, cerchiamo di mantenerla abbastanza tranquilla e pura.» Il tour si è protratto sino al settembre del 2013, comprendendo Paesi provenienti da tutti i continenti del mondo.

## Accoglienza
| Recensione       | Giudizio |
| ---------------- | -------- |
| AllMusic         |          |
| Clash            | 9/10     |
| Drowned in Sound | 6/10     |
| PopMatters       |          |
| Rolling Stone    |          |

Ceremonials è stato accolto positivamente dalla critica. Su Metacritic ha totalizzato, su 36 critiche contabilizzate, 22 positive e 14 miste, con una media di 75 punti su 100. James Christopher Monger di AllMusic scrive a proposito dell'album «Più grande e più audace dell'eccellente Lungs del 2009, Ceremonials rotola come nebbia sul Tamigi, distribuendo un mix pesante di inni neo-soul infusi di britpop e lussureggianti ballate pronte per il trailer di film che fondono influenze blues e l'elettro-disperazione di Adele con il melodramma ornato e gotico di Kate Bush e dei The Sisters of Mercy dell'era Floodland». Laura Foster di Clash ha descritto Ceremonials come «un lavoro sicuro di sé e coerente». Jody Rosen di Rolling Stone ha commentato che l'album contiene «ballate turbolente, alimentate da tamburi in forte espansione e cori che si alzano come tuoni lontani, pieni dei lamenti da banshee di Welch. La musica tocca melodie celtiche, calpestio di rock blues, accenni al goth e al gospel».

## Tracce
1. Only If for a Night – 4:58 (Florence Welch, Paul Epworth)
2. Shake It Out – 4:37 (Florence Welch, Paul Epworth)
3. What the Water Gave Me – 5:33 (Florence Welch, Francis White)
4. Never Let Me Go – 4:31 (Florence Welch, Paul Epworth)
5. Breaking Down – 3:49 (Florence Welch)
6. Lover to Lover – 4:02 (Florence Welch)
7. No Light, No Light – 4:34 (Florence Welch, Isabella Summers)
8. Seven Devils – 5:03 (Florence Welch, Paul Epworth)
9. Heartlines – 5:01 (Florence Welch, Paul Epworth)
10. Spectrum – 5:11 (Florence Welch, Paul Epworth)
11. All This and Heaven Too – 4:05 (Florence Welch, Isabella Summers)
12. Leave My Body – 4:34 (Florence Welch, Paul Epworth)

Disco 2 nell'edizione deluxe
1. Remain Nameless – 4:01 (Florence Welch, Isabella Summers)
2. Strangeness and Charm – 4:16 (Florence Welch, Paul Epworth)
3. Bedroom Hymns – 3:02 (Florence Welch)
4. What the Water Gave Me (Demo) – 3:53 (Florence Welch, Francis White)
5. Landscape (Demo) – 4:02 (Florence Welch, Paul Epworth)
6. Heartlines (Versione acustica) – 5:32 (Florence Welch, Paul Epworth)
7. Shake It Out (Versione acustica) – 4:12 (Florence Welch, Paul Epworth)
8. Breaking Down (Versione acustica) – 3:31 (Florence Welch)

## Successo commerciale
Ceremonials ha esordito direttamente al vertice della classifica degli album britannica, vendendo circa 38 000 copie nei primi due giorni di disponibilità e 94.050 al termine della prima settimana. È scivolato poi in terza posizione, distribuendo 58 278 unità. Il 18 gennaio 2013, il progetto è stato premiato con il doppio disco di platino dalla British Phonographic Industry e, fino al giugno 2015, 715 275 copie sono state vendute nel solo Regno Unito.
Anche nei mercati esteri l'album ha riscosso un notevole successo, debuttando al primo posto delle gradustorie in Australia, Irlanda e Nuova Zelanda. Nel primo Paese citato, viene certificato disco d'oro dalla Australian Recording Industry Association a una settimana dalla pubblicazione, mentre ha ottenuto il triplo disco di platino agli esordi del 2013, avendo sorpassato la soglia delle 210 000 copie. Grazie a una vendita pari a 105 000 unità nella sua settimana di apertura negli Stati Uniti, Ceremonials penetra al sesto posto della Billboard 200, vendendo 1 002 000 copie negli Stati Uniti sino al marzo 2015. A partire da maggio 2012, il progetto ha venduto 2,5 milioni di copie in tutto il mondo.

## Classifiche

### Classifiche settimanali
| Classifica (2011-12) | Posizione massima |
| -------------------- | ----------------- |
| Australia            | 1                 |
| Austria              | 12                |
| Belgio (Fiandre)     | 4                 |
| Belgio (Vallonia)    | 11                |
| Canada               | 4                 |
| Danimarca            | 19                |
| Finlandia            | 26                |
| Francia              | 31                |
| Germania             | 7                 |
| Irlanda              | 1                 |
| Italia               | 19                |
| Norvegia             | 6                 |
| Nuova Zelanda        | 1                 |
| Paesi Bassi          | 14                |
| Portogallo           | 5                 |
| Regno Unito          | 1                 |
| Spagna               | 25                |
| Stati Uniti          | 6                 |
| Svezia               | 21                |
| Svizzera             | 10                |

### Classifiche di fine anno
| Classifica (2012) | Posizione |
| ----------------- | --------- |
| Nuova Zelanda     | 22        |
| Stati Uniti       | 33        |

## Date di pubblicazione
| Paese       | Data             | Formato               | Etichetta          | Edizione                  |
| ----------- | ---------------- | --------------------- | ------------------ | ------------------------- |
| Australia   | 28 ottobre 2011  | CD, download digitale | Universal Music    | Edizione standard, deluxe |
| Germania    | 28 ottobre 2011  | CD, download digitale | Universal Music    | Edizione standard, deluxe |
| Paesi Bassi | 28 ottobre 2011  | CD, download digitale | Universal Music    | Edizione standard, deluxe |
| Polonia     | 28 ottobre 2011  | CD, download digitale | Universal Music    | Edizione standard, deluxe |
| Irlanda     | 28 ottobre 2011  | CD, download digitale | Island Records     | Edizione standard, deluxe |
| Regno Unito | 31 ottobre 2011  | CD, download digitale | Island Records     | Edizione standard, deluxe |
| Francia     | 31 ottobre 2011  | CD, download digitale | Universal Music    | Edizione standard, deluxe |
| Italia      | 31 ottobre 2011  | CD, download digitale | Universal Music    | Edizione standard         |
| Canada      | 1º novembre 2011 | CD, download digitale | Universal Music    | Edizione standard, deluxe |
| Stati Uniti | 1º novembre 2011 | CD, download digitale | Universal Republic | Edizione standard, deluxe |
| Italia      | 8 novembre 2011  | CD, download digitale | Universal Music    | Edizione deluxe           |
| Brasile     | 16 novembre 2011 | CD, download digitale | Universal Music    | Edizione standard         |